# Bistrica (Slatina)
Pour les articles homonymes, voir Bistrica.
Bistrica est un village de la municipalité de Slatina située dans le comitat de Virovitica-Podravina en Croatie.